# Скулія
Скулія (рум. Sculia) — село у повіті Тіміш в Румунії. Адміністративно підпорядковане місту Гетая.
Село розташоване на відстані 383 км на захід від Бухареста, 38 км на південний схід від Тімішоари.

## Населення
За даними перепису населення 2002 року у селі проживали 754 особи.
Національний склад населення села:
| Національність | Кількість осіб | Відсоток |
| -------------- | -------------- | -------- |
| румуни         | 652            | 86,5%    |
| угорці         | 96             | 12,7%    |
| німці          | 5              | 0,7%     |

Рідною мовою назвали:
| Мова      | Кількість осіб | Відсоток |
| --------- | -------------- | -------- |
| румунська | 647            | 85,8%    |
| угорська  | 103            | 13,7%    |